# Поділля (поїзд № 56/55)
«Поді́лля» — скасований нічний швидкий фірмовий пасажирський потяг № 55/56 Південно-Західної залізниці сполученням Хмельницький — Київ — Москва. Протяжність маршруту складала — 1203 км.
На цей потяг була можливість придбати електронний квиток.

## Історія
В 1980-х роках був призначений потяг № 192/191 Хмельницький — Москва, який курсував через ЧАЕС і через Шепетівку, Новоград-Волинський, Коростень, Овруч, Вільчу, Янів, Неданчичі і всі станції, які є на карті «Легенда».
27 квітня 1986 року цей поїзд перестав курсувати через аварію на ЧАЕС.
Але незабаром, на початку XXI століття, поїзд відновив курсування по зовсім іншому маршруту (через Старокостянтинів, Хмільник, Козятин I, Київ і далі по списку).
27 травня 2012 року поїзд залишився без вагонів безпересадкового сполучення «Житомир — Москва».
10 грудня 2017 року був об'єднаний вже із колишнім повноцінним поїздом (вже вагони безпересадкового сполучення) № 90/89 «Жмеринка — Москва» і курсував через Вінницю, Жмеринку і всі інші станції, а альтернативою тієї лінії стали поїзди № 140/139 «Кам'янець-Подільський — Київ» і № 177/178 «Хмельницький — Київ».
19 травня 2019 року поїзд № 90/89 остаточно скасований, а цей поїзд перетворився в вагони безпересадкового сполучення до поїзда «Верховина» № 74/73 «Львів — Москва».

## Інформація про курсування
Поїзд курсує цілий рік, через день.
| Розклад руху потяга «Поділля» № 56/55 до 19.05.2019 | Розклад руху потяга «Поділля» № 56/55 до 19.05.2019 | Розклад руху потяга «Поділля» № 56/55 до 19.05.2019 | Розклад руху потяга «Поділля» № 56/55 до 19.05.2019 | Розклад руху потяга «Поділля» № 56/55 до 19.05.2019 |
| Час прибуття                                        | Час відправлення                                    | Станція                                             | Час прибуття                                        | Час відправлення                                    |
| --------------------------------------------------- | --------------------------------------------------- | --------------------------------------------------- | --------------------------------------------------- | --------------------------------------------------- |
| —                                                   | 18:34                                               | Хмельницький                                        | 13:34                                               | —                                                   |
| 14:30                                               | —                                                   | Москва                                              | —                                                   | 17:42                                               |

| Розклад руху ВБС «Поділля» № 56/55 з 19.05.2019 | Розклад руху ВБС «Поділля» № 56/55 з 19.05.2019 | Розклад руху ВБС «Поділля» № 56/55 з 19.05.2019 | Розклад руху ВБС «Поділля» № 56/55 з 19.05.2019 | Розклад руху ВБС «Поділля» № 56/55 з 19.05.2019 |
| Час прибуття                                    | Час відправлення                                | Станція                                         | Час прибуття                                    | Час відправлення                                |
| ----------------------------------------------- | ----------------------------------------------- | ----------------------------------------------- | ----------------------------------------------- | ----------------------------------------------- |
| —                                               | 16:48                                           | Хмельницький                                    | 12:17                                           | —                                               |
| 14:26                                           | —                                               | Москва                                          | —                                               | 17:41                                           |

Актуальний розклад руху вказано у розділі «Розклад руху призначених поїздів» на офіційному вебсайті «Укрзалізниці».

## Склад потяга
Поїзд сформовано у вагонному депо ВЧ-3 станції Хмельницький.
Поїзду встановлена схема з п'яти фірмових вагонів різних класів комфортності:
- два плацкартних;
- три купейних.

Схема поїзда може відрізнятися від наведеної в залежності від сезону (зима, літо). Актуальну схему на конкретну дату можна подивитися в розділі «On-line резервування та придбання квитків» на офіційному вебсайті ПАТ «Укрзалізниця».

## Події
4 грудня 2016 року приблизно о 12:00 в Хмельницькій області пасажирський поїзд зіткнувся із вантажівкою «КамАЗ» на нерегульованому залізничному переїзді. Потяг отримав двогодинне запізнення.